# Die Lollipops
Die Lollipops war eine zweiköpfige (in den ersten beiden Besetzungen zeitweise auch dreiköpfig) deutsche Mädchenband mit wechselnder Besetzung. 

## Bandgeschichte
Die Band wurde 2000 von Peter Hoffmann, Yann Peifer und Jürgen Reitershan gegründet und produziert; ab 2002 machte Peter Hoffmann allein weiter. Das Konzept der Band sah vor, bekannte Charthits und Klassiker des deutschen Liedguts als Partysongs neu aufzunehmen und mit witzigen, auf die Zielgruppe sehr junger Plattenkäufer zugeschnittenen Texten zu unterlegen. 2006 und 2007 erschienen unter dem Titel Die Lollipops zudem vier Romane der Kinderbuchautorin Karin Müller, in denen die Erlebnisse von zwei Mädchen auf dem Weg zum Popstar erzählt werden.
Insgesamt verkaufte die Band mehr als 1,5 Millionen Ton- und Bildtonträger und wurde dafür in Deutschland mit acht Goldenen Schallplatten ausgezeichnet.
Die Lollipops traten unter anderem 2010 zur 100-Jahr-Feier des FC St. Pauli im Millerntor-Stadion in Hamburg auf.
In der im Jahr 2008 veröffentlichte Single Der Gorilla mit der Sonnenbrille wirkten neben Fiona und Susi, auch der Liedermacher Volker Rosin mit. Volker Rosin trat auch im dazugehörigen Musikvideo auf.
Die ersten Sängerinnen der Lollipops waren Gina und Nathalie. Im Januar 2001 kam Janet dazu. Gina stieg im Laufe des Jahres 2001 aus der Band aus und somit machten Natalie und Janet bis 2002 als Duo weiter. Ronja, Joanna und Johanna bildeten im Frühjahr 2003 das neue Trio. Allerdings verließ Johanna nach dem ersten Album (als neues Trio) „Freunde Fürs Leben“ die Band wieder und Ronja und Joanna machten bis 2005 als Duo weiter. Von März 2005 bis 2008 bildeten Maria und Maike das Duo, von 2008 bis 2010 waren es Fiona und Susi.
Zum 25. Jubiläum der Band, veröffentlichte Edel Music am 6. Juni 2025 ein „Best-Of-Album“, unter den Namen „Best Of Die Lollipops - 25 Jahre“. Allerdings ist das Album erstmalig nur zum Streamen und für Download erschienen. 

## Diskografie

### Alben
| Jahr | Titel                            | Höchstplatzierung, Gesamtwochen, AuszeichnungChartplatzierungen (Jahr, Titel, Platzierungen, Wochen, Auszeichnungen, Anmerkungen) | Höchstplatzierung, Gesamtwochen, AuszeichnungChartplatzierungen (Jahr, Titel, Platzierungen, Wochen, Auszeichnungen, Anmerkungen) | Höchstplatzierung, Gesamtwochen, AuszeichnungChartplatzierungen (Jahr, Titel, Platzierungen, Wochen, Auszeichnungen, Anmerkungen) | Anmerkungen                             |
| Jahr | Titel                            | DE | AT | CH | Anmerkungen                             |
| ---- | -------------------------------- | --- | --- | --- | --------------------------------------- |
| 2000 | Die Lollipops                    | DE14 Gold · (14 Wo.)DE | AT23 (7 Wo.)AT | — | Erstveröffentlichung: 3. Juli 2000      |
| 2000 | Winterwunderland                 | DE51 (5 Wo.)DE | — | — | Erstveröffentlichung: 6. November 2000  |
| 2001 | Komm wir geh’n ins Kino          | DE56 (5 Wo.)DE | AT58 (3 Wo.)AT | — | Erstveröffentlichung: 2. Januar 2001    |
| 2001 | Sing mit uns!                    | — | — | — | Erstveröffentlichung: 2. April 2001     |
| 2001 | Hitzefrei                        | DE53 (4 Wo.)DE | — | — | Erstveröffentlichung: 25. Juni 2001     |
| 2002 | Einmal um die ganze Welt         | DE98 (2 Wo.)DE | — | — | Erstveröffentlichung: 27. Mai 2002      |
| 2003 | Freunde fürs Leben               | DE30 (9 Wo.)DE | AT25 (6 Wo.)AT | — | Erstveröffentlichung: 12. Mai 2003      |
| 2003 | Wir feiern!                      | DE10 Gold · (16 Wo.)DE | AT3 (20 Wo.)AT | CH18 (12 Wo.)CH | Erstveröffentlichung: 29. Dezember 2003 |
| 2004 | Tanzen, lachen, Party machen     | DE3 Gold · (17 Wo.)DE | AT3 (15 Wo.)AT | CH12 (11 Wo.)CH | Erstveröffentlichung: 26. Juli 2004     |
| 2004 | Wünsch dir was!                  | DE9 Gold · (15 Wo.)DE | AT7 (15 Wo.)AT | CH29 (10 Wo.)CH | Erstveröffentlichung: 17. Dezember 2004 |
| 2005 | Für immer Ferien!                | DE38 (6 Wo.)DE | AT20 (6 Wo.)AT | CH71 (5 Wo.)CH | Erstveröffentlichung: 15. August 2005   |
| 2005 | Wir woll’n Spaß!                 | DE24 (6 Wo.)DE | AT11 (10 Wo.)AT | CH64 (5 Wo.)CH | Erstveröffentlichung: 30. Dezember 2005 |
| 2006 | Reiterferien sind der Hit!       | DE13 (10 Wo.)DE | AT17 (8 Wo.)AT | CH77 (2 Wo.)CH | Erstveröffentlichung: 21. Juli 2006     |
| 2006 | Party, Popcorn, Polonaise!       | DE52 (6 Wo.)DE | AT21 (8 Wo.)AT | CH91 (1 Wo.)CH | Erstveröffentlichung: 29. Dezember 2006 |
| 2007 | Zusammen sind wir doppelt stark  | DE88 (2 Wo.)DE | — | — | Erstveröffentlichung: 3. August 2007    |
| 2008 | Einfach tierisch                 | DE51 (5 Wo.)DE | AT32 (6 Wo.)AT | — | Erstveröffentlichung: 18. Juli 2008     |
| 2009 | Immer in Bewegung                | — | — | — | Erstveröffentlichung: 17. Juli 2009     |
| 2010 | Jetzt geht’s ab!                 | — | — | — | Erstveröffentlichung: 9. Juli 2010      |
| 2010 | Wir tanzen um den Weihnachtsbaum | — | — | — | Erstveröffentlichung: 12. November 2010 |
| 2025 | Best of Die Lollipops - 25 Jahre | — | — | — | Erstveröffentlichung: 6. Juni 2025      |

### Videoalben
| Jahr | Titel                      | Höchstplatzierung, Gesamtwochen, AuszeichnungChartplatzierungen (Jahr, Titel, Platzierungen, Wochen, Auszeichnungen, Anmerkungen) | Höchstplatzierung, Gesamtwochen, AuszeichnungChartplatzierungen (Jahr, Titel, Platzierungen, Wochen, Auszeichnungen, Anmerkungen) | Höchstplatzierung, Gesamtwochen, AuszeichnungChartplatzierungen (Jahr, Titel, Platzierungen, Wochen, Auszeichnungen, Anmerkungen) | Anmerkungen                             |
| Jahr | Titel                      | DE | AT | CH | Anmerkungen                             |
| ---- | -------------------------- | --- | --- | --- | --------------------------------------- |
| 2004 | Für euch!                  | DE72 Gold · (4 Wo.)DE | — | — | Erstveröffentlichung: 29. Dezember 2003 |
| 2004 | Tanz mit uns!              | DE12 Gold · (10 Wo.)DE | — | — | Erstveröffentlichung: 26. Juli 2004     |
| 2004 | Sing wie ein Lollipop!     | DE70 Gold · (5 Wo.)DE | — | — | Erstveröffentlichung: 17. Dezember 2004 |
| 2006 | Reiterferien sind der Hit! | — | — | — | Erstveröffentlichung: 21. Juli 2006     |
| 2007 | Discofieber                | DE— GoldDE | — | — | Erstveröffentlichung: 17. Juli 2009     |
| 2009 | Willkommen im Club         | — | — | — | Erstveröffentlichung: 17. Juli 2009     |